# Leão de Óstia
Leão de Óstia, O.S.B. (em latim: Leo Marsicanus; em italiano:  Leone dei Conti di Marsi; 1046 – 22 de maio de 1115) foi um frei e cardeal italiano, possível Deão do Sagrado Colégio dos Cardeais.

## Biografia
Nascido na família dos condes de Marsica, Leão entrou para a Ordem de São Bento na Abadia de Monte Cassino. Ele foi notável por seus talentos literários e sua eloquência. Bibliotecário e reitor do mosteiro de Monte Cassino.
Foi criado cardeal-diácono de Santos Vito, Modesto e Crescência em um consistório celebrado em 1088 pelo Papa Urbano II. Subscreveu bulas papais emitidas em 24 de marco de 1116. Ele escreveu o registro do Papa Urbano II.
Sob o Papa Pascoal II, passou para a ordem dos cardeais-bispos, recebendo a sé suburbicária de Óstia em 1101; parece que ele tinha a administração da sé suburbana de Velletri. Participou do Concílio de Guastalla em 1106 e das negociações do "Acordo da Ponte Mammolo" de 14 de abril de 1111 com o imperador Henrique V, onde o papa obteve a libertação de si mesmo e mais do clero romano do cativeiro. Participou do Sínodo de Latrão, em 23 de março de 1112. Subscreveu bulas papais emitidas em 11 de maio de 1112, 19 de junho de 1112, entre 13 de fevereiro de 1113 e 5 de julho de 1114 e 24 de março de 1116; ele também subscreveu três documentos, sem mencionar sua diaconia. Em 15 de outubro de 1112, ele consagrou o altar principal da Basílica de São Lourenço em Lucina. Ele ainda escreveu três volumes de "Chronicon Monasterii Casinensis".
Morreu em Óstia, em 22 de maio de 1115.

## Conclaves
- Eleição papal de 1099 - não participou da eleição do Papa Pascoal II[3]